# Raven (Macedónia)
Raven (macedónul: Равен, albánul Raveni) település Észak-Macedóniában, a Pologi körzet Gosztivari járásában.

## Népesség
| Lakosok száma | 693  | 776  | 923  | 1166 | 1398 |      | 1507 | 1615 | 1116 |
|               | 1948 | 1953 | 1961 | 1971 | 1981 | 1991 | 1994 | 2002 | 2021 |

2002-ben 1615 lakosa volt, akik közül 1611 albán, 2 macedón, 1 szerb és 1 más nemzetiságű.